# Томкинс, Алан
Алан Томкинс (англ. Alan Tomkins) (19 января 1939 — 20 сентября 2020) — британский арт-директор, работавший над такими известными фильмами, как «Империя наносит ответный удар» 1980 года, «Виктор/Виктория» 1982 года, «Робин Гуд: Принц воров», «Джон Ф. Кеннеди. Выстрелы в Далласе» (оба 1991 года), «Интервью с вампиром» 1994 года, «101 далматинец» 1996 года, «Кундун» 1997 года, «Спасти рядового Райана» 1998 года, «Власть огня» 2002 года, «Бэтмен: Начало» 2005 года, и по два фильма о Розовой пантере и Джеймсе Бонде.
Алан Томкинс также был номинирован на премию «Оскар» в категории Лучшая работа художника-постановщика за «Империю наносит ответный удар» вместе с Норманом Рейнольдсом, Лесли Дилли, Гарри Ланжем и Майклом Фордом.
Алан Томкинс умер 20 сентября 2020 года в Англии в возрасте 81 года.

## Избранная фильмография
- Mister Ten Per Cent (1967)
- Баллада о Там Лине (1970)
- Дьяволы (1971)
- С шиком (1973)
- Человек-макинтош (1973)
- Стеклянный зверинец (1973)
- Джаггернаут (1974)
- Отречение (1974)
- Большие надежды (1974)
- Королевский блеск (1975)
- Приключения хитроумного брата Шерлока Холмса (1975)
- Мост слишком далеко (1977)
- Ганновер-стрит (1979)
- Империя наносит ответный удар[a] (1980)
- Зелёный лёд (1981)
- Виктор/Виктория (1982)
- Огненный лис (1982)
- След Розовой пантеры (1982)
- Проклятие Розовой пантеры (1983)
- Крепость (1983)
- Лэсситер (1984)
- Вид на убийство (1985)
- Жизненная сила (1985)
- Европейские каникулы (1985)
- Медовый месяц с призраками (1986)
- Высшие духи (1988)
- Сухой белый сезон (1989)
- Женщины и мужчины: Истории соблазнений (1990)
- Мемфисская красотка (1990)
- Гамлет (1990)
- Робин Гуд: Принц воров (1991)
- Джон Ф. Кеннеди. Выстрелы в Далласе (1991)
- Небо и земля (1993)
- Прирождённые убийцы (1994)
- Интервью с вампиром (1994)
- Роб Рой (1995)
- 101 далматинец (1996)
- Кундун (1997)
- Спасти рядового Райана (1998)
- Алиса в Стране чудес (1999)
- Командир эскадрильи (1999)
- Духи Рождества (1999)
- Последний рыцарь (2000)
- Власть огня (2002)
- Умри, но не сейчас (2002)
- Бэтмен: Начало (2005)

## Заметки
1. 1 2 3  Позже названные как «Звёздные войны. Эпизод V: Империя наносит ответный удар»